# John Barnett (rugbysta)

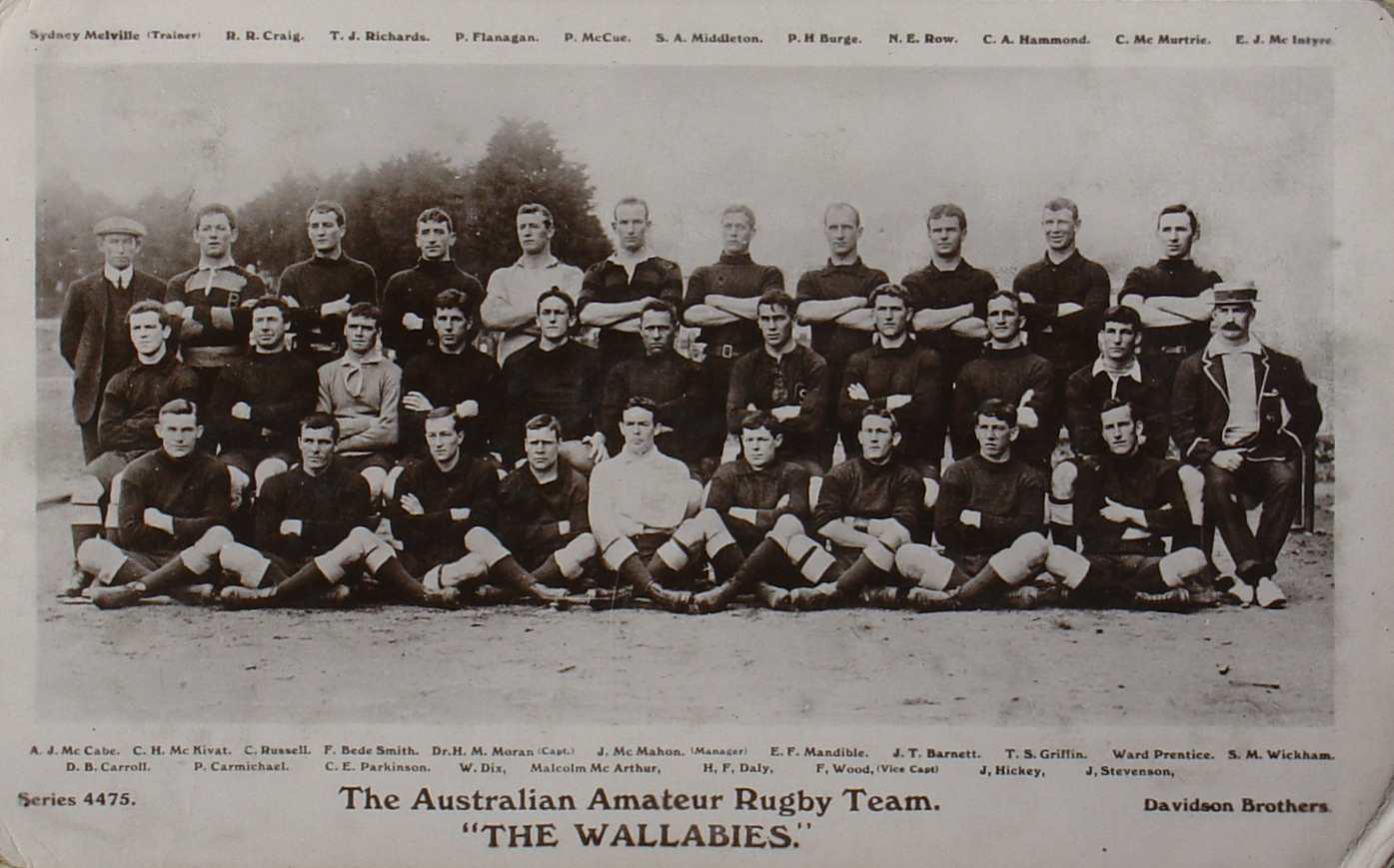
Wallabies z 1908 roku

John Thomas Barnett (ur. 19 stycznia 1880 w Tuena, zm. 2 października 1918 w Parramatta) – australijski rugbysta podczas kariery występujący w obu odmianach tego sportu, olimpijczyk, zdobywca złotego medalu w turnieju rugby union na Letnich Igrzyskach Olimpijskich w 1908 roku w Londynie.

## Kariera sportowa

### Rugby union
W trakcie kariery sportowej związany był w latach 1903–1909 z klubem Newtown Rugby Union, a w 1906 roku z Lithgow, a także został wybrany do stanowej drużyny Nowej Południowej Walii, w której rozegrał 24 spotkania.
W reprezentacji Australii zadebiutował w 1907 roku. Wystąpił wówczas we wszystkich trzech testmeczach podczas tournée All Blacks do Australii.
W latach 1908–1909 wziął udział w pierwszym w historii tournée reprezentacji Australii do Europy i Ameryki Północnej, będąc najstarszym zawodnikiem tego zespołu. Zagrał w odbywającym się wówczas turnieju rugby union na Letnich Igrzyskach Olimpijskich 1908. W rozegranym 26 października 1908 roku na White City Stadium spotkaniu Australijczycy występujący w barwach Australazji pokonali Brytyjczyków 32–3. Jako że był to jedyny mecz rozegrany podczas tych zawodów, oznaczało to zdobycie złotego medalu przez zawodników z Australazji. Wystąpił również w obu testmeczach przeciwko Walii i Anglii.
Łącznie w reprezentacji Australii w latach 1907–1909 rozegrał 5 spotkań nie zdobywając punktów.

### Rugby league
Po powrocie z północnej półkuli wraz z trzynastoma innymi zawodnikami porzucił status amatora i związał się z zawodową rugby league. Występował w rozgrywkach New South Wales Rugby League z drużyną Newtown Jets w latach 1909–1915, w sezonie 1910 zdobywając mistrzostwo ligi, a w latach 1910–1911 został wybrany do reprezentacji stanu, w której rozegrał 3 spotkania.
Został także reprezentantem Australii w 2 meczach zdobywając 6 punktów.